# Hesperandra polita
Hesperandra polita är en skalbaggsart som först beskrevs av Thomas Say 1835. Hesperandra polita ingår i släktet Hesperandra och familjen långhorningar.
Artens utbredningsområde är:
- Belize.
- Costa Rica.
- Guatemala.
- Honduras.
- Panama.

Inga underarter finns listade i Catalogue of Life.